# كييتشي ميساوا
كييتشي ميساوا (باليابانية: 三澤 慶一) (11 يونيو 1988 في ناغانو في اليابان – )؛ هو لاعب كرة قدم ياباني سابق كان يلعب كمدافع.

## وصلات خارجية
- كييتشي ميساوا على موقع رابطة كرة القدم اليابانية للمحترفين (اليابانية)
- كييتشي ميساوا على موقع قاعدة بيانات كرة القدم.إي يو (الإنجليزية)
- كييتشي ميساوا على موقع Soccerway.com (الإنجليزية)
- كييتشي ميساوا على موقع عالم كرة القدم.نت (الإنجليزية)